# Derobrachus procerus
Derobrachus procerus là một loài bọ cánh cứng trong họ Cerambycidae.